# Marianne Wrete
Sigrid Marianne Wrete, född 21 augusti 1924 i Uppsala, död 17 augusti 2020 i Sigtuna, var en svensk målare, tecknare och fil. kand.
Hon var dotter till professorn Carl Martin Anshelm Wrete och Ingrid Olga Agneta Djurberg och gift 1950–1962 med docenten Erik Götlind. Wrete studerade konst för Otte Sköld i Stockholm 1944–1945, André Lhote i Paris 1950 och för Lennart Rodhe i Stockholm 1952–1954 samt genom självstudier under resor till Nederländerna, Belgien, Italien och Frankrike samt under den tid hon var bosatt i Spanien 1959–1962. Wrete medverkade i Studenternas salong i Uppsala 1945 och ett flertal utställningar i Linnéträdgården och på Uppsala konsthall. Separat ställde hon bland annat ut på Libraria i Stockholm. Bland hennes offentliga arbeten märks det abstrakta glasfönstret Pilgrimsvandring utfört 1963 för Trons kapell i Östersund. Hennes konst består av målningar med en religiös underton utförda i olja eller akvarell samt teckningar och illustrationer.